# Yêu là đau
Yêu là đau (tiếng Anh: Love Hurts) là một bộ phim điện ảnh Mỹ thuộc thể loại hài – hành động ra mắt vào năm 2025 do Jonathan Eusebio làm đạo diễn trong tác phẩm đầu tay của mình, với sự tham gia diễn xuất của các diễn viên gồm Quan Kế Huy, Ariana DeBose, Ngô Ngạn Tổ, Mustafa Shakir, Lio Tipton, Cam Gigandet, Rhys Darby, André Eriksen, Marshawn Lynch và Sean Astin. Tác phẩm theo chân Marvin Gable – một cựu sát thủ chuyển sang làm nghề môi giới bất động sản đang phải đối mặt với sự thật khi phát hiện ra người em trai của mình đang ráo riết truy tìm anh bằng mọi giá.
Yêu là đau được Universal Pictures phát hành tại Mỹ và Việt Nam vào ngày 7 tháng 2 năm 2025. Sau khi ra mắt, tác phẩm nhận về những lời chỉ trích từ giới chuyên môn và là một thất bại về mặt doanh thu khi chỉ thu về 17,6 triệu USD từ kinh phí sản xuất 18 triệu USD.

## Nội dung
Marvin Gable là một nhân viên môi giới bất động sản thành công trong sự nghiệp, song bỗng chốc buộc phải trở lại cuộc sống tội phạm mà anh đã từ bỏ khi người bạn đồng phạm cũ của anh bất ngờ xuất hiện với một lời cảnh báo bí ẩn. Đồng thời, em trai của anh là trùm tội phạm Alvin cũng đang ráo riết truy tìm anh, khiến cho anh phải đối mặt với quá khứ và những bí mật chưa từng được phơi bày.

## Diễn viên
- Quan Kế Huy trong vai Marvin Gable
- Ariana DeBose trong vai Rose Carlisle
- Ngô Ngạn Tổ trong vai Alvin Gable
- Mustafa Shakir trong vai The Raven / Roger
- Lio Tipton trong vai Ashley
- Cam Gigandet trong vai Renny Merlo
- Rhys Darby trong vai Kippy Betts
- André Eriksen trong vai Otis
- Drew Scott trong vai Jeff Zaks
- Marshawn Lynch trong vai King
- Sean Astin trong vai Cliff Cussick